# 129452 Ashleydawn
129452 Ashleydawn este o planetă minoră (asteroid), cu un diametru de 4,635 km, din centura de asteroizi. A fost descoperită pe 6 octombrie 1991 la Observatorul Palomar de Andrew Lowe⁠(d). 
Obiectul prezintă o orbită caracterizată de o semiaxă mare de 3,1748471132566 UAi, o excentricitate de 0,15859640188739, o înclinație de 7,1243227328364 ° în raport cu ecliptica.